# 랄프 브라운의 인터럽트 리스트
랄프 브라운의 인터럽트 리스트(RBIL : Ralf Brown's Interrupt List)는 카네기 멜론 대학교의 언어 공학 연구소(Language Technologies Institute)의 연구원인 랄프 브라운이 정리한 x86 DOS 시스템의 인터럽트 리스트로 공식적으로 발표되지 않은 도스 호출(DOS call)을 포함하고 있다. RBIL은 윈도 이전 시절, IBM PC 프로그래머들에게 중요 자료로 널리 사용되었으며 프리도스(FreeDOS)를 개발하는 데에도 이용되었다. 오늘날에도 여전히 도스용 어셈블리 프로그램을 개발하는데 이용되고 있다. RBIL은 2000년 7월 17일, ASCII 텍스트 파일 8메가 정도의 문서로 구성된 리비전 61이 공개되었다.

## 같이 보기
- 바이오스 인터럽트 호출
- 도스 API
- INT (x86 명령어)